# Élection présidentielle fidjienne de 2024
L'élection présidentielle fidjienne de 2024 a lieu au suffrage indirect le 31 octobre 2024 afin d'élire le président des Fidji.
Le président sortant Wiliame Katonivere élu en 2021 avec le soutien du parti Fidji d'abord n'est pas candidat à sa réélection, les élections législatives de 2022 ayant conduit à une alternance au profit de l'Alliance populaire. Le candidat de cette dernière, Naiqama Lalabalavu, est élu avec près de 70 % des voix de l'assemblée.

## Contexte

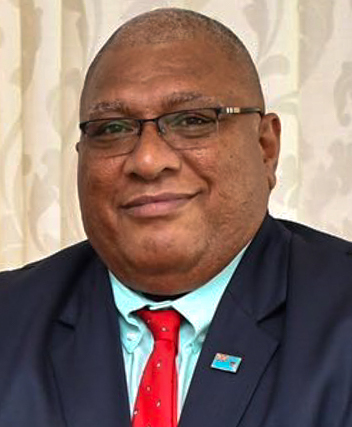
Wiliame Katonivere

La Constitution de 2013 attribue au Président de la république des Fidji des fonctions essentiellement cérémonielles et symboliques. Les élections présidentielles de 2015, 2018 et 2021 voient la victoire des candidats proposés par le parti Fidji d'abord du Premier ministre Frank Bainimarama.
Le président sortant Wiliame Katonivere est ainsi élu en 2021 avec le soutien de Bainimarama. Il devient à 57 ans le plus jeune président de l'histoire des Fidji, le premier à ne pas être iTaukei — c'est-à-dire autochtone mélanésien — ainsi que le premier à ne pas être issu de l'aristocratie et à ne pas avoir un titre de chef coutumier,,.

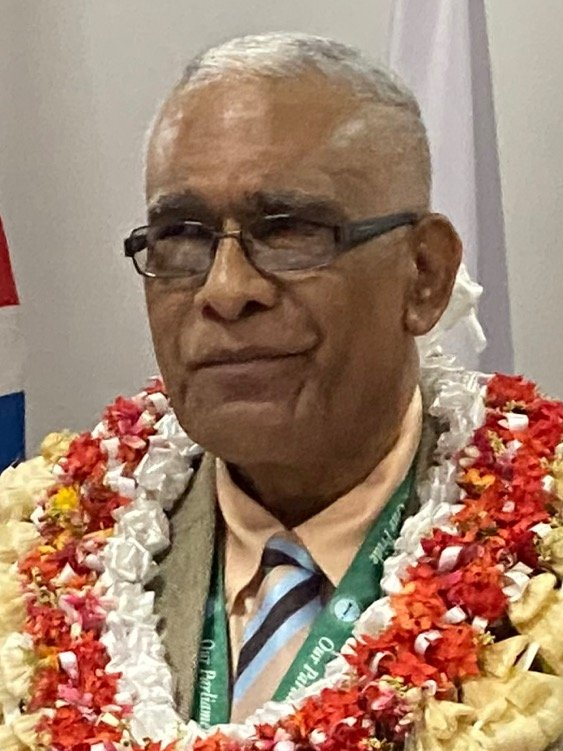
Naiqama Lalabalavu

Les élections législatives de décembre 2022 provoquent cependant la première alternance dans le pays depuis la mise en place de la nouvelle constitution. Fidji d'abord perd la majorité absolue des sièges tandis que le principal parti d'opposition, le Parti libéral social-démocrate (SODELPA), s'effondre au profit de l'Alliance populaire, issu de sa scission. Un gouvernement de coalition constitué des trois partis d'opposition — l'Alliance populaire, le SODELPA et le Parti de la fédération nationale (NFP) — est formé. Il porte le dirigeant de l'Alliance populaire, Sitiveni Rabuka, au poste de Premier ministre. Bainimarama est par la suite emprisonné et Fidji d'abord dissout, ce qui amènent ses députés à devenir tous indépendants,
Le nouveau gouvernement continue néanmoins de soutenir Katonivere, éligible à un second et dernier mandat, mais cette décision de Sitiveni Rabuka provoque des désaccords au sein de sa coalition. Le président du parlement, Naiqama Lalabalavu lui fait ainsi part de ses réticences en raison d'accusations de corruption envers le président,. Bien que ces accusations soient reconnues sans fondement début octobre 2024 par un rapport de la Commission indépendante fidjienne contre la corruption (FICAC), permettant la nomination officielle de Katonivere comme candidat à la présidentielle, ce dernier décide finalement le 23 octobre de se retirer. Selon Rabuka, cette décision serait intervenu après un entretien dans lequel il aurait fait part au président d'un « fait à son encontre pouvant potentiellement conduire à une enquête criminelle ». Le Premier ministre accueille néanmoins la nouvelle de son retrait en déclarant qu'il a été un « symbole d'unité et d’intégrité » et que son mandat a été « marqué par une liberté sans précédent pour les Fidjiens ». 
Après consultation des hauts dirigeants de l'Alliance populaire, Rabuka annonce le jour même du retrait de Kotanivere la nomination de Naiqama Lalabalavu comme candidat de l'Alliance populaire. Ce dernier reçoit notamment le soutien de Teimumu Kepa, candidate malheureuse de l'opposition en 2021, ainsi que du SODELPA et du NFP,,. Le chef de l'opposition parlementaire, Inia Seruiratu, soumet quant à lui la candidature de Meli Tavaiqia.

## Mode de scrutin
Le président de la République est élu au suffrage indirect uninominal majoritaire à un tour par le Parlement pour un mandat de trois ans reconductible une fois. Le Premier ministre et le chef de l'opposition proposent chacun un candidat aux députés, qui procèdent ensuite au vote, au cours duquel le candidat réunissant le plus de voix l'emporte. En cas d'égalité, un second tour est organisé le lendemain. Si l'égalité persiste après trois tours de scrutin, le candidat proposé par le Premier ministre l'emporte. Si le Premier ministre et le chef de l'opposition s'accordent sur un même candidat, celui ci devient président sans qu'il ne soit procédé à un vote. Tous candidat élu président en étant membre d'un parti politique doit obligatoirement le quitter avant sa prise de fonction.

## Résultats
| Candidats                | Candidats                | Partis                   | Voix | %      |
| ------------------------ | ------------------------ | ------------------------ | ---- | ------ |
|                          | Naiqama Lalabalavu       | Alliance populaire       | 37   | 69,81  |
|                          | Meli Tavaiqia            | Indépendant              | 16   | 30,19  |
|                          |                          |                          |      |        |
| Votes valides            | Votes valides            | Votes valides            | 53   | 100,00 |
| Votes blancs et nuls     | Votes blancs et nuls     | Votes blancs et nuls     | 0    | 0,00   |
| Total                    | Total                    | Total                    | 53   | 100,00 |
| Abstention               | Abstention               | Abstention               | 0    | 0,00   |
| Inscrits / participation | Inscrits / participation | Inscrits / participation | 53   | 100,00 |

## Conséquences
Le Parlement élit Naiqama Lalabalavu par trente-sept voix contre seize. Il reste Président du parlement jusqu'à son entrée en fonction le 12 novembre. Filimone Jitoko est élu le jour même pour lui succéder à ce poste.